# 1. Fußball-Club Saarbrücken 1977-1978
Questa voce raccoglie le informazioni riguardanti il 1. Fußball-Club Saarbrücken nelle competizioni ufficiali della stagione 1977-1978.

## Stagione
Nella stagione 1977-1978 il Saarbrücken, allenato da Manfred Krafft e Hans Tilkowski, concluse il campionato di Bundesliga al 17º posto. In Coppa di Germania il Saarbrücken fu eliminato al primo turno dal Bayern Monaco.

## Rosa
| N. |                     | Ruolo | Calciatore     |
| -- | ------------------- | ----- | -------------- |
|    | Germania (bandiera) | P     | Dieter Ferner  |
|    | Germania (bandiera) | P     | Norbert Sauer  |
|    | Germania (bandiera) | D     | Horst Bender   |
|    | Germania (bandiera) | D     | Bernd Förster  |
|    | Germania (bandiera) | D     | Egon Schmitt   |
|    | Germania (bandiera) | D     | Niko Semlitsch |
|    | Germania (bandiera) | D     | Ernst Traser   |
|    | Germania (bandiera) | D     | Reinhold Zech  |
|    | Serbia (bandiera)   | C     | Jovan Aćimović |
|    | Germania (bandiera) | C     | Ludwig Denz    |
|    | Germania (bandiera) | C     | Werner Lorant  |

| N. |                     | Ruolo | Calciatore       |
| -- | ------------------- | ----- | ---------------- |
|    | Germania (bandiera) | C     | Frank Roeser     |
|    | Germania (bandiera) | C     | Ludwig Schuster  |
|    | Germania (bandiera) | C     | Horst Selling    |
|    | Germania (bandiera) | C     | Heinz Traser     |
|    | Germania (bandiera) | A     | Konrad Eickels   |
|    | Germania (bandiera) | A     | Harry Ellbracht  |
|    | Germania (bandiera) | A     | Peter Frenzle    |
|    | Germania (bandiera) | A     | Werner Heck      |
|    | Germania (bandiera) | A     | Peter Schmidt    |
|    | Germania (bandiera) | A     | Roland Stegmayer |

## Organigramma societario
Area tecnica
- Allenatore: Hans Tilkowski
- Allenatore in seconda:
- Preparatore dei portieri:
- Preparatori atletici:

## Calciomercato

### Sessione estiva
| Acquisti | Acquisti      | Acquisti         | Acquisti |
| R.       | Nome          | da               | Modalità |
| -------- | ------------- | ---------------- | -------- |
| A        | Werner Heck   | Waldhof Mannheim |          |
| C        | Werner Lorant | Rot-Weiss Essen  |          |

| Cessioni | Cessioni            | Cessioni            | Cessioni |
| R.       | Nome                | a                   | Modalità |
| -------- | ------------------- | ------------------- | -------- |
| A        | Peter Hayduk        | Wuppertal           |          |
| A        | Marc Berdoll        | Olympique Marsiglia |          |
| D        | Manfred Cremer      | Pirmasens           |          |
| C        | Dieter Finkler      | Pirmasens           |          |
| A        | Werner Greth        | Uerdingen 05        |          |
| C        | Methodije Spasovski | Vardar              |          |

### Sessione invernale
| Acquisti | Acquisti | Acquisti | Acquisti |
| R.       | Nome     | da       | Modalità |
| -------- | -------- | -------- | -------- |

| Cessioni | Cessioni | Cessioni | Cessioni |
| R.       | Nome     | a        | Modalità |
| -------- | -------- | -------- | -------- |

## Risultati

### Bundesliga

#### Girone di andata
| Arbitro: | Horstmann |

|                                    |           |  |
| Nickel 39’, 42’, 69’ Trinklein 71’ | Marcatori |  |

| Arbitro: | Eschweiler |

|                                         |           |                                |
| Heck 8’ Stegmayer 79’ Lorant 82’ (rig.) | Marcatori | 7’, 75’ Toppmöller 53’ Pirrung |

| Arbitro: | Redelfs |

|            |           |  |
| Müller 17’ | Marcatori |  |

| Arbitro: | Schmoock |

|                                                            |           |  |
| Tune-Hansen 4’ (aut.) Lorant 31’ (rig.) Stegmayer 43’, 58’ | Marcatori |  |

| Arbitro: | Walther |

|                           |           |                   |
| Zimmermann 40’ Bommer 83’ | Marcatori | 31’ (rig.) Lorant |

| Arbitro: | Frickel |

|            |           |  |
| Traser 56’ | Marcatori |  |

| Arbitro: | Burgers |

|           |           |             |
| Röber 23’ | Marcatori | 38’ Eickels |

| Arbitro: | Hennig |

|                             |           |           |
| Lorant 4’ (rig.) Traser 85’ | Marcatori | 7’ Müller |

| Arbitro: | Risse |

|                                                 |           |  |
| Hollmann 37’ Merkhoffer 63’ Breitner 80’ (rig.) | Marcatori |  |

| Arbitro: | Frickel |

|  |           |            |
|  | Marcatori | 20’ Eggert |

| Arbitro: | Niemann |

|                               |           |             |
| Lorant 34’ (rig.) Förster 38’ | Marcatori | 9’ Bongartz |

| Arbitro: | Schmoock |

|           |           |                            |
| Keller 8’ | Marcatori | 7’ Ellbracht 56’ Stegmayer |

| Arbitro: | Dreher |

|                        |           |                     |
| Denz 23’ Ellbracht 60’ | Marcatori | 26’ Theis 34’ Geyer |

| Arbitro: | Zuchantke |

|                                                                  |           |               |
| Heynckes 14’, 50’ Simonsen 60’, 82’ Wittkamp 63’ Heck 78’ (aut.) | Marcatori | 84’ Stegmayer |

| Arbitro: | Risse |

|                           |           |                           |
| Eickels 15’ Ellbracht 51’ | Marcatori | 20’ Gersdorff 25’ Nüssing |

| Arbitro: | Niemann |

|                                         |           |  |
| Worm 29’, 48’, 65’ Seliger 56’ Jara 80’ | Marcatori |  |

| Arbitro: | Wichmann |

|               |           |             |
| Stegmayer 40’ | Marcatori | 64’ Metzler |

#### Girone di ritorno
| Saarbrücken 10 dicembre 1977, ore 15:30 CET 18ª giornata | Saarbrücken | 0 – 0 referto | Eintracht Francoforte | Ludwigsparkstadion (20 000 spett.)\| Arbitro: \| Horstmann \| |
| Arbitro:                                                 | Horstmann   |               |                       |                                                               |

| Arbitro: | Hennig |

|                              |           |          |
| Briegel 37’ Meier 58’ (rig.) | Marcatori | 88’ Denz |

| Arbitro: | Ohmsen |

|          |           |             |
| Zech 24’ | Marcatori | 81’ Förster |

| Arbitro: | Kindervater |

|            |           |                                  |
| Demuth 48’ | Marcatori | 3’ Stegmayer 4’ Heck 89’ Eickels |

| Arbitro: | Aldinger |

|               |           |            |
| Stegmayer 35’ | Marcatori | 64’ Zimmer |

| Arbitro: | Walz |

|                                           |           |          |
| Müller 15’ Ferner 56’ (aut.) van Gool 58’ | Marcatori | 64’ Heck |

| Arbitro: | Walther |

|                  |           |           |
| Röber 33’ (aut.) | Marcatori | 88’ Röber |

| Arbitro: | Ahlenfelder |

|                                                                           |           |                   |
| Müller 24’, 44’ Niedermayer 35’, 62’ Hoeneß 51’ Rummenigge 63’ Künkel 82’ | Marcatori | 90’ (rig.) Lorant |

| Arbitro: | Dölfel |

|  |           |               |
|  | Marcatori | 85’ Handschuh |

| Arbitro: | Ohmsen |

|                                           |           |                          |
| Versen 27’ Abel 47’, 58’ Wischniewski 72’ | Marcatori | 2’ (aut.) Woelk 70’ Denz |

| Arbitro: | Roth |

|                         |           |  |
| Bongartz 1’ Fischer 52’ | Marcatori |  |

| Arbitro: | Schmoock |

|                                         |           |                                                       |
| Lorant 39’ (rig.), 54’ Kaltz 84’ (aut.) | Marcatori | 8’ Zaczyk 31’ Keller 83’ Bertl 86’ Volkert 88’ Keegan |

| Arbitro: | Horstmann |

|                        |           |               |
| Kostedde 18’ Theis 75’ | Marcatori | 86’ Stegmayer |

| Arbitro: | Aldinger |

|  |           |              |
|  | Marcatori | 61’ Heynckes |

| Arbitro: | Stäglich |

|          |           |            |
| Beer 52’ | Marcatori | 85’ Bender |

| Arbitro: | Joos |

|                   |           |                  |
| Lorant 71’ (rig.) | Marcatori | 69’, 78’ Seliger |

| Arbitro: | Glasneck |

|                                 |           |  |
| Hofeditz 10’ Metzger 54’ (rig.) | Marcatori |  |

### Coppa di Germania
| Arbitro: | Kindervater |

|            |           |                              |
| Traser 35’ | Marcatori | 71’ (rig.) Müller 88’ Künkel |

## Statistiche

### Statistiche di squadra
| Competizione      | Punti | In casa | In casa | In casa | In casa | In casa | In casa | In trasferta | In trasferta | In trasferta | In trasferta | In trasferta | In trasferta | Totale | Totale | Totale | Totale | Totale | Totale | DR  |
| Competizione      | Punti | G       | V       | N       | P       | Gf      | Gs      | G            | V            | N            | P            | Gf           | Gs           | G      | V      | N      | P      | Gf     | Gs     | DR  |
| ----------------- | ----- | ------- | ------- | ------- | ------- | ------- | ------- | ------------ | ------------ | ------------ | ------------ | ------------ | ------------ | ------ | ------ | ------ | ------ | ------ | ------ | --- |
| Bundesliga        | 22    | 17      | 4       | 8       | 5       | 24      | 23      | 17           | 2            | 2            | 13           | 15           | 47           | 34     | 6      | 10     | 18     | 39     | 70     | -31 |
| Coppa di Germania | -     | 1       | 0       | 0       | 1       | 1       | 2       | 0            | 0            | 0            | 0            | 0            | 0            | 1      | 0      | 0      | 1      | 1      | 2      | -1  |
| Totale            | 22    | 18      | 4       | 8       | 6       | 25      | 25      | 17           | 2            | 2            | 13           | 15           | 47           | 35     | 6      | 10     | 19     | 40     | 72     | -32 |

### Andamento in campionato
| Giornata  | 1  | 2  | 3  | 4  | 5  | 6  | 7  | 8  | 9  | 10 | 11 | 12 | 13 | 14 | 15 | 16 | 17 | 18 | 19 | 20 | 21 | 22 | 23 | 24 | 25 | 26 | 27 | 28 | 29 | 30 | 31 | 32 | 33 | 34 |
| --------- | -- | -- | -- | -- | -- | -- | -- | -- | -- | -- | -- | -- | -- | -- | -- | -- | -- | -- | -- | -- | -- | -- | -- | -- | -- | -- | -- | -- | -- | -- | -- | -- | -- | -- |
| Luogo     | T  | C  | T  | C  | T  | C  | T  | C  | T  | C  | C  | T  | C  | T  | C  | T  | C  | C  | T  | C  | T  | C  | T  | C  | T  | C  | T  | T  | C  | T  | C  | T  | C  | T  |
| Risultato | P  | N  | P  | V  | P  | V  | N  | V  | P  | P  | V  | V  | N  | P  | N  | P  | N  | N  | P  | N  | V  | N  | P  | N  | P  | P  | P  | P  | P  | P  | P  | N  | P  | P  |
| Posizione | 18 | 18 | 17 | 13 | 15 | 12 | 14 | 11 | 12 | 15 | 13 | 13 | 11 | 13 | 13 | 13 | 13 | 14 | 15 | 14 | 13 | 14 | 15 | 15 | 15 | 16 | 16 | 16 | 16 | 16 | 16 | 16 | 16 | 17 |

Legenda:

Luogo: C = Casa; T = Trasferta. Risultato: V = Vittoria; N = Pareggio; P = Sconfitta.

### Statistiche dei giocatori
| Giocatore    | Bundesliga | Bundesliga | Bundesliga  | Bundesliga | Coppa di Germania | Coppa di Germania | Coppa di Germania | Coppa di Germania | Totale   | Totale | Totale      | Totale     |
| Giocatore    | Presenze   | Reti       | Ammonizioni | Espulsioni | Presenze          | Reti              | Ammonizioni       | Espulsioni        | Presenze | Reti   | Ammonizioni | Espulsioni |
| ------------ | ---------- | ---------- | ----------- | ---------- | ----------------- | ----------------- | ----------------- | ----------------- | -------- | ------ | ----------- | ---------- |
| J. Aćimović  | 17         | 0          | 0           | 0          | 0                 | 0                 | 0                 | 0                 | 17       | 0      | 0           | 0          |
| H. Bender    | 16         | 1          | 1           | 0          | 0                 | 0                 | 0                 | 0                 | 16       | 1      | 1           | 0          |
| L. Denz      | 31         | 3          | 5           | 0          | 0                 | 0                 | 0                 | 0                 | 31       | 3      | 5           | 0          |
| K. Eickels   | 25         | 3          | 4           | 0          | 1                 | 0                 | 0                 | 0                 | 26       | 3      | 4           | 0          |
| H. Ellbracht | 34         | 3          | 0           | 0          | 1                 | 0                 | 0                 | 0                 | 35       | 3      | 0           | 0          |
| D. Ferner    | 28         | 0          | 0           | 0          | 1                 | 0                 | 0                 | 0                 | 29       | 0      | 0           | 0          |
| P. Frenzle   | 0          | 0          | 0           | 0          | 0                 | 0                 | 0                 | 0                 | 0        | 0      | 0           | 0          |
| B. Förster   | 34         | 1          | 5           | 0          | 1                 | 0                 | 0                 | 0                 | 35       | 1      | 5           | 0          |
| P. Hayduk    | 1          | 0          | 0           | 0          | 0                 | 0                 | 0                 | 0                 | 1        | 0      | 0           | 0          |
| W. Heck      | 22         | 3          | 2           | 0          | 1                 | 0                 | 0                 | 0                 | 23       | 3      | 2           | 0          |
| W. Lorant    | 34         | 9          | 4           | 0          | 1                 | 0                 | 0                 | 0                 | 35       | 9      | 4           | 0          |
| F. Roeser    | 0          | 0          | 0           | 0          | 0                 | 0                 | 0                 | 0                 | 0        | 0      | 0           | 0          |
| N. Sauer     | 8          | 0          | 0           | 0          | 0                 | 0                 | 0                 | 0                 | 8        | 0      | 0           | 0          |
| P. Schmidt   | 0          | 0          | 0           | 0          | 0                 | 0                 | 0                 | 0                 | 0        | 0      | 0           | 0          |
| E. Schmitt   | 34         | 0          | 0           | 0          | 1                 | 0                 | 0                 | 0                 | 35       | 0      | 0           | 0          |
| L. Schuster  | 27         | 0          | 6           | 0          | 1                 | 0                 | 0                 | 0                 | 28       | 0      | 6           | 0          |
| H. Selling   | 0          | 0          | 0           | 0          | 0                 | 0                 | 0                 | 0                 | 0        | 0      | 0           | 0          |
| N. Semlitsch | 4          | 0          | 0           | 0          | 0                 | 0                 | 0                 | 0                 | 4        | 0      | 0           | 0          |
| R. Stegmayer | 34         | 9          | 0           | 0          | 1                 | 0                 | 0                 | 0                 | 35       | 9      | 0           | 0          |
| E. Traser    | 8          | 0          | 2           | 0          | 1                 | 1                 | 0                 | 0                 | 9        | 1      | 2           | 0          |
| H. Traser    | 32         | 2          | 0           | 0          | 1                 | 0                 | 0                 | 0                 | 33       | 2      | 0           | 0          |
| R. Zech      | 34         | 1          | 5           | 0          | 1                 | 0                 | 0                 | 0                 | 35       | 1      | 5           | 0          |